# Pietro Giannone
Pietro Giannone (Ischitella, 7 maggio 1676 – Torino, 17 marzo 1748) è stato un saggista, giurista, storico e pubblicista italiano, esponente di spicco dell'Illuminismo italiano.
Morì in carcere dopo dodici anni di reclusione a causa delle idee religiose da lui diffuse.
Fu in seguito molto criticato, ad esempio da Alessandro Manzoni e Giovanni Gentile, per aver inserito molti plagi di opere altrui nei propri trattati filosofici, sebbene al tempo non esistesse il diritto d'autore e tale prassi dell'ampia citazione di opere altrui fosse diffusa nella pubblicistica e nella narrativa illuminista onde diffondere anche clandestinamente o velatamente idee vietate.

## Biografia
Discendente da una famiglia di avvocati (anche se il padre era uno speziale), a diciotto anni lasciò il paese natale Ischitella, nei pressi di Foggia, per intraprendere gli studi di giurisprudenza a Napoli. 
Nella città partenopea conseguì la laurea entrando ben presto in contatto con filosofi vicini a Giambattista Vico e apprezzando le idee di Cartesio e Nicolas Malebranche. Fu praticante presso Gaetano Argento, che disponeva di una vasta biblioteca, la frequentazione della quale fu essenziale per la sua formazione.
I suoi interessi non si limitarono soltanto al diritto ed alla filosofia: si appassionò anche agli studi storici e si dedicò per ben vent'anni alla stesura della sua opera storica più conosciuta Dell'istoria civile del regno di Napoli, che gli causò numerosi problemi con la Chiesa per il suo contenuto.
Costretto a riparare a Vienna presso la corte asburgica, ottenne protezione e sovvenzioni dall'imperatore Carlo VI, il che gli permise di proseguire indisturbato i suoi studi filosofici e storici.
Il suo tentativo di rientrare in patria fu ostacolato dalla Chiesa, nonostante i buoni uffici dell'arcivescovo di Napoli recatosi a Vienna per convincerlo a tornare a Napoli, e Giannone fu costretto a trasferirsi a Venezia dove, apprezzatissimo dall'ambiente culturale della città, rifiutò sia la cattedra alla facoltà di giurisprudenza dell'Università di Padova, sia un posto di consulente giuridico presso la Serenissima.
Nel 1735 il governo della Repubblica lo espulse, dopo averlo sottoposto a stretti controlli spionistici, per questioni inerenti alle sue idee sul diritto marittimo, nonostante la sua autodifesa con il trattato Lettera intorno al dominio del Mare Adriatico. Dopo aver vagato per l'Italia (fu a Ferrara, Modena, Milano e Torino), giunse a Ginevra, patria del calvinismo, dove compose un altro lavoro dal forte sapore anticlericale Il Triregno. Del regno terreno, Del regno celeste, Del regno papale (pubblicato postumo solo nel 1895) che gli costò nuovamente la persecuzione delle alte sfere ecclesiastiche culminata con la sua cattura (1º aprile 1736) in un villaggio della Savoia, ove fu attirato con un tranello. Rimasto nelle prigioni sabaude per dodici anni, fu costretto a firmare un atto di abiura (1738) che non gli valse tuttavia la libertà. Infatti, dal dicembre 1738 fu tenuto prigioniero nella fortezza di Ceva, dove scrisse alcuni dei suoi componimenti più famosi; vi rimase fino al 1744 per essere poi trasferito.
Morì nella prigione del mastio della Cittadella di Torino il 17 marzo 1748, all'età di 72 anni.

### Discendenti
1. Giovanni Giannone (1715-1806), sposa Maria Giuseppa Pandolfi.
2. Pietro Giannone II (1779-1856), sposa Maria Francesca Messori.
3. Maria Giuseppa (1820-1894), coniugata in Nicotera.
4. Raffaele Giannone (1880-?) ??
5. Augusta Giannone Catte (1904-1967) ??
6. Antonio Giannone (2004) ??

## Il pensiero
Alla luce degli studi più recenti appare del tutto infondato il giudizio di una «critica estremamente benevola, da gran tempo abituata a considerare il pensiero politico del Giannone come profondamente innovatore e rivoluzionario». Al contrario, a uno sguardo più attento, «tanto l'opera di maggior mole e di maggiore importanza [l'Istoria civile], quanto le altre esprimono idee, sentimenti o tendenze abbastanza diffuse tra le classi intellettuali dentro e fuori il regno di Napoli. Anche per ciò che concerne le relazioni fra la Chiesa e lo Stato si tratta di posizioni che potrebbero sembrare arditissime, se non si ricongiungessero con altre non meno ardite, assunte dal regalismo parecchi secoli avanti.»
Se debole e incoerente risulta il pensiero politico giannoniano, a dir poco confusionario appare il suo pensiero religioso: mentre il Ferrari ritiene che la religione per il Giannone non sia altro che un errore, il Cian afferma che alcune Osservazioni (VI-X) dell'inedita Ape ingegnosa sarebbero improntate «alla più rigorosa, per non dire pensata, anzi ostentata, ortodossia».

## Opere

### Dell'istoria civile del regno di Napoli
Pubblicata in quattro volumi nel 1723, l'opera ebbe enorme fortuna nei paesi protestanti (soprattutto Inghilterra e Germania), dove fu tradotta e studiata, ma fu immediatamente posta all'Indice dalla Chiesa Cattolica e costò al filosofo una scomunica che lo obbligò a riparare all'estero. Il Giannone auspicava con quest'opera, «il rischiaramento delle nostre leggi patrie e dei nostri propri istituti e costumi». Al di là delle intenzioni dell'autore, l'Istoria si riduce a una compilazione senza personali contributi e quasi sempre sprovvista di un coerente metodo critico. La gran parte dell'opera non è altro che un mosaico di pagine altrui pazientemente ricomposte per formare un tutto disorganico e superficiale, distorto dall'ideologia dell'autore e scritto in maniera sciatta e a tratti scorretta. Adottando un approccio ferocemente anticlericale, Giannone tratteggia un quadro a tinte fosche del Regno di Napoli, attribuendo tutte le cause del suo presunto degrado civile all'influenza della Curia romana, e presentando come una panacea le trite soluzioni giurisdizionaliste all'epoca di gran voga negli ambienti legati all'amministrazione viceregia.

### Il Triregno: del regno terreno, del regno celeste, del regno papale

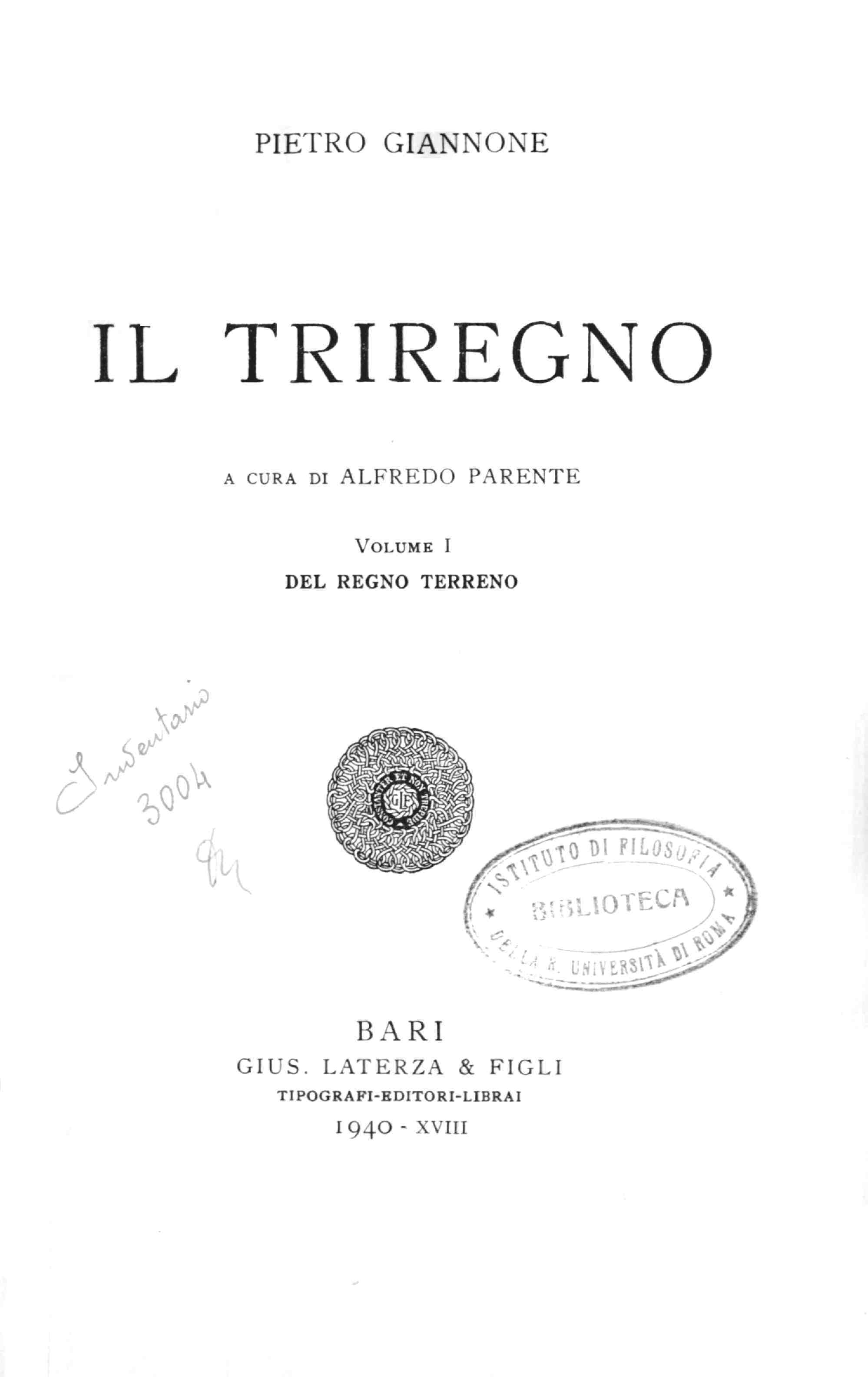
Il Triregno. Del regno terreno, ed. Laterza, 1940

Nel Triregno, opera aspramente avversata anch'essa dagli ambienti ecclesiastici, Giannone presenta la religione secondo un prospetto evolutivo: la Chiesa, col suo "regno papale", si contrappone al "regno terreno" degli Ebrei ma anche a quello "celeste" idealizzato dal Cristianesimo e il superamento del male, che lo Stato Pontificio così incarna, si realizzerà soltanto attraverso un cambiamento di rotta deciso, mediante ulteriore consapevolezza individuale raggiunta dall'uomo nel corso della sua vicenda Storica. La Chiesa, secondo il filosofo, porta avanti una forma di negazione di quella libertà individuale che deve essere posta come fondamento giuridico e sociale. Giannone auspica pertanto uno Stato capace di sopprimere il papato e la Chiesa stessa, anche mediante un'espropriazione dei beni materiali del clero.

### I plagi
Nel Capitolo settimo della Storia della colonna infame, il Manzoni dedica al Giannone ampio spazio elencandone i plagi e gli errori che anche Voltaire gli rimprovera. Inizia paragonandolo a Lodovico Muratori e indicandolo come "scrittore più rinomato di lui" , poi aggiunge un lungo elenco (e raffronto) delle opere plagiate e degli autori, tra cui Giovan Battista Nani, Paolo Sarpi, Domenico Parrino, Claude Buffier, Angelo Di Costanzo e Pietro Summonte: 
(Alessandro Manzoni, Storia della colonna infame, 1840)
Il plagio più evidente si osserva nel IX libro, dedicato ai Normanni, proprio in quella parte dell'Istoria che, negli intendimenti dell'autore, avrebbe dovuto colmare le lacune lamentate nelle opere degli scrittori precedenti. In realtà Giannone non fa altro che riportare alla lettera pagine intere dell'Histoire de l'origine du royaume de Sicile del padre gesuita Claude Buffier. Il plagio è scandalosamente evidente, perché piuttosto che copiare dal testo francese, Giannone riprende testualmente brani su brani della versione italiana pubblicata a Napoli nel 1707, e ne riproduce, spesso con le stesse parole, non solo fatti ma talora apprezzamenti, riflessioni o giudizi.
Fin troppo benevole appaiono dunque le affermazione dell'Hazard, secondo il quale il Giannone «prenait facilement le bien d'autrui ... ; ne regardait pas de si près à l'exactitude des sources.» o del Fueter, che ritiene che non fu certo una qualità del Giannone l'indipendenza della ricerca scientifica.
Né il giudizio sull'opera dell'autore migliora se si considerano le (poche, a dire il vero) occasioni in cui Giannone cerca di scrivere di suo pugno, non limitandosi a riportare pagine prese di peso dall'opera altrui. Infatti, come osserva uno dei più autorevoli studiosi del pensiero settecentesco, «dove fa da sè, specialmente negli ultimi libri — che sono i più affrettati – [Giannone] è spesso monotono e vuoto, e si accontenta di dare una secca e schematica narrazione della vita del tal re, delle guerre che ha combattuto, delle leggi che ha lasciato, della politica ecclesiastica dei suoi tempi.»
Alla luce di quanto osservato, ben si comprende perché Giannone sia stato, nel corso dei decenni, tristemente declassato da geniale filosofo "illuminato" a "plagiario, e grand'uomo per equivoco", come lo definì in un celebre articolo de La Critica il Gentile.

### Altre opere
- Vita, a cura di Sergio Bertelli, in: Pietro Giannone, Opere, a cura di Sergio Bertelli e Giuseppe Ricuperati, Milano-Napoli, Riccardo Ricciardi Editore, 1971, pp. 3-346.
- Discorsi sopra gli Annali di Tito Livio, a cura di Paul van Heck, Torino, Nino Aragno Editore, 2019, 3 voll.
- Apologia dei teologi scolastici, Introduzione e cura di Giuseppe Ricuperati, Edizione e commento di Liliana Cecchetto, Torino, Nino Aragno Editore, 2011.
- Istoria del pontificato di Gregorio Magno, Introduzione e cura di Giuseppe Ricuperati, Edizione e commento di Chiara Peyrani, Torino, Nino Aragno Editore, 2011.
- L'Ape ingegnosa, a cura di Andrea Merlotti, Roma, Istituto Poligrafico e Zecca dello Stato, 1993.

## Edizioni online
- Pietro Giannone, Del regno celeste, Scrittori d'Italia 177, Bari, Laterza, 1940. URL consultato il 30 aprile 2015.
- Pietro Giannone, Del regno papale, Scrittori d'Italia 178, Bari, Laterza, 1940. URL consultato il 30 aprile 2015.
- Pietro Giannone, Del regno terreno, Scrittori d'Italia 176, Bari, Laterza, 1940. URL consultato il 30 aprile 2015.
- Pietro Giannone, Istoria civile del Regno di Napoli. 1, Napoli, Giovanni Gravier, 1770. URL consultato il 30 aprile 2015.
- Pietro Giannone, Istoria civile del Regno di Napoli. 2, Napoli, Giovanni Gravier, 1770. URL consultato il 30 aprile 2015.
- Pietro Giannone, Istoria civile del Regno di Napoli. 3, Napoli, Giovanni Gravier, 1770. URL consultato il 30 aprile 2015.
- Pietro Giannone, Istoria civile del Regno di Napoli. 4, Napoli, Giovanni Gravier, 1770. URL consultato il 30 aprile 2015.
- Pietro Giannone, Istoria civile del Regno di Napoli. 5, Napoli, Giovanni Gravier, 1770. URL consultato il 30 aprile 2015.

## Intitolazioni
Al filosofo sono intestati vari istituti scolastici, tra cui lo storico Liceo classico Pietro Giannone di Caserta, dedicatogli nel 1868, il liceo  di Benevento nel 1810, quello di Foggia nel 1885 e infine quello di San Marco in Lamis. A Foggia è intitolato a lui l'Istituto Tecnico "Giannone-Masi".
La città di Torino gli ha intitolato una via nei pressi di Piazza Solferino.